# Saint-Victor-sur-Ouche
Saint-Victor-sur-Ouche település Franciaországban, Côte-d’Or megyében. Lakosainak száma 307 fő (2022. január 1.). Saint-Victor-sur-Ouche Barbirey-sur-Ouche, Saint-Jean-de-Bœuf, La Bussière-sur-Ouche, Gergueil és Gissey-sur-Ouche községekkel határos.

## Népesség
A település népessége az elmúlt években az alábbi módon változott:
| Lakosok száma | 109  | 178  | 222  | 223  | 264  | 274  | 303  | 322  | 328  | 307  |
|               | 1968 | 1982 | 1990 | 2006 | 2013 | 2015 | 2017 | 2019 | 2020 | 2022 |